# RECONS
RECONS(인접항성 연구협회, Research Consortium on Nearby Stars)는 지구에서 32.6 광년(10 파섹) 이내에 있는 태양계 근처의 별들을 연구하기 위해 결성된 프로젝트이다. 협회의 목적 중 하나는 지구 근방의 항성계 구성을 연구함으로써 우리 은하 내 항성계들의 구성 양상 및 밑그림을 보다 잘 이해하는 것이다.
RECONS 프로젝트를 통해 가까운 곳에 있는 적색 왜성과 백색 왜성들이 발견되었다. 예를 들면 1997년 지구에서 11.9광년 떨어져 있고 20번째로 가까운 항성계인 글리제 1061이 발견되었으며, 16.2광년 떨어진 곳에 있는 DEN 0255-4700까지의 정확한 거리를 산출해 냈는데, 이 천체는 지구에서 가장 가까운 L형 왜성이었다. 2006년 11월 RECONS는 32.6광년 내에서 10개의 새로운 항성계를 발견했다고 공표했다.(2000년부터 2005년 사이 8개의 항성계가 발견되었다)
이 프로젝트는 조지아 주립대학교의 토드 헨리에 의해 주도되고 있으며, 프로젝트에 힘을 보태는 다른 천문학자들로는 동 대학의 쟈오 웨이 춘, 존 수바세비지, 탐 뷰류와, 샬러츠빌 소재 버지니아 대학교의 필 라나, 칠레 대학교의 레네 멘데즈, 에드가르도 코스타가 있다.

## 같이 보기
- 가까운 별 목록